# Eleições municipais de Dourados em 2012
As eleições municipais da cidade brasileira de Dourados ocorreram em 7 de outubro de 2012 para eleger um prefeito, um vice-prefeito e 19 vereadores para a administração da cidade. O prefeito titular era Murilo Zauith, do Partido Socialista Brasileiro (PSB), que concorreu à reeleição.
As convenções partidárias para a escolha dos candidatos ocorreram entre 10 a 30 de junho. A propaganda eleitoral gratuita em Dourados começou a ser exibida em 21 de agosto e terminou em 4 de outubro.

## Candidatos
| Nº | Candidato     | Partido | Vice-candidato         | Coligação |
| -- | ------------- | ------- | ---------------------- | --- |
| 27 | Doutor Delane | PSDC    | Ricardo Demaman (PSDC) | Partido não coligado Partido Social Democrata Cristão (PSDC) |
| 20 | Keliana       | PSC     | Pastor Orlando (PTC)   | Juntos por Dourados Partido Social Cristão (PSC) Partido Trabalhista Cristão (PTC) Partido Pátria Livre (PPL) Partido Trabalhista Nacional (PTN) Partido Humanista da Solidariedade (PHS) |
| 40 | Murilo Zauith | PSB     | Odilon Azambuja (PMDB) | Dourados Unida por Nossa Gente Partido Socialista Brasileiro (PSB) Partido do Movimento Democrático Brasileiro (PMDB) Partido Republicano Brasileiro (PRB) Partido Democrático Trabalhista (PDT) Partido dos Trabalhadores (PT) Partido Trabalhista Brasileiro (PTB) Partido Social Liberal (PSL) Partido da República Partido Popular Socialista (PPS) Democratas (DEM) Partido Renovador Trabalhista Brasileiro (PRTB) Partido Verde (PV) Partido Republicano Progressista (PRP) Partido da Social Democracia Brasileira (PSDB) Partido Social Democrático (PSD) Partido Comunista do Brasil (PCdoB) Partido Trabalhista do Brasil (PTdoB) |
| 50 | Zé Roberto    | PSOL    | Sérgio Leal (PSOL)     | Partido não coligado Partido Socialismo e Liberdade (PSOL) |

## Resultados

### Prefeito
Resultado das eleições para prefeito de Dourados. 100,00% apurado.
| Partido    | Partido | Candidato     | Votos   | Votos (%) |
| ---------- | ------- | ------------- | ------- | --------- |
|            | PSB     | Murilo Zauith | 65 794  | 62,43%    |
|            | PSC     | Keliana       | 34 132  | 32,39%    |
|            | PSDC    | Doutor Delane | 3 806   | 3,61%     |
|            | PSOL    | Zé Roberto    | 1 659   | 1,57%     |
| Totais     | Totais  | Totais        | 105 391 |           |
| Fonte: UOL |         |               |         |           |

### Vereadores
Os eleitos foram remanejados pelo coeficiente eleitoral destinado a cada coligação. Abaixo a lista com o número de vagas e os candidatos eleitos. O ícone  indica os que foram reeleitos.
| Candidato(a)            | Partido | Coligação                      | Votação     |      |                                |       |
| ----------------------- | ------- | ------------------------------ | ----------- | ---- | ------------------------------ | ----- |
| Candidato(a)            | Partido | Coligação                      | Délia Razuk | PMDB | Dourados Unida por Nossa Gente | 2.734 |
| Pastor Sérgio           | PSB     | Dourados Unida por Nossa Gente | 2.487       |      |                                |       |
| Idenor Machado          | DEM     | Dourados Unida por Nossa Gente | 2.457       |      |                                |       |
| Alan Guedes             | DEM     | Dourados Unida por Nossa Gente | 2.405       |      |                                |       |
| Juarez O Amigo de Todos | PRB     | Dourados Unida por Nossa Gente | 2.187       |      |                                |       |
| Cido Medeiros           | DEM     | Dourados Unida por Nossa Gente | 2.108       |      |                                |       |
| Maurício Lemes          | PSB     | Dourados Unida por Nossa Gente | 2.064       |      |                                |       |
| Bebeto                  | PDT     | Dourados Unida por Nossa Gente | 2.052       |      |                                |       |
| Madson                  | DEM     | Dourados Unida por Nossa Gente | 2.031       |      |                                |       |
| Pedro Pepa              | DEM     | Dourados Unida por Nossa Gente | 1.970       |      |                                |       |
| Elias Ishy              | PT      | Dourados Unida por Nossa Gente | 1.907       |      |                                |       |
| Virgínia                | PP      | —                              | 1.720       |      |                                |       |
| Dirceu Longhi           | PT      | Dourados Unida por Nossa Gente | 1.689       |      |                                |       |
| Raphael Matos           | PTB     | Dourados Unida por Nossa Gente | 1.671       |      |                                |       |
| Marcelo Mourão          | PSD     | Dourados Unida por Nossa Gente | 1.526       |      |                                |       |
| Pastor Cirilo           | PTC     | Juntos por Dourados            | 1.461       |      |                                |       |
| Aguilera                | PSDC    | —                              | 1.419       |      |                                |       |
| Silas Zanata            | PV      | Dourados Unida por Nossa Gente | 1.337       |      |                                |       |
| Nelson Sudário          | PSC     | Juntos por Dourados            | 1.068       |      |                                |       |